# Joseph Liouville
Joseph Liouville (Saint-Omer, Pas-de-Calais, 24 de março de 1809 — Paris, 8 de setembro de 1882) foi um matemático francês.
Frequentou a École Polytechnique (Escola Politécnica) de 1825 a 1827. Em seguida, começou a frequentar a École Nationale des Ponts et Chaussées, mas não chegou a se licenciar por razões de saúde e por estar mais interessado em seguir uma carreira académica do que uma de engenheiro. Doutorou-se em matemática em 1836 pela Faculdade de Ciências de Paris.
Foi assistente na École Centrale de Paris de 1831 a 1833 e professor de 1833 a 1838, ano em que foi nomeado professor da Escola Politécnica. Em 1850 foi nomeado professor no Collège de France e, em 1857, professor de mecânica clássica na Faculdade de Ciências de Paris. Em 1870 foi eleito presidente da Académie des Sciences, da qual era membro desde 1839 e vice-presidente desde 1869.
Liouville fundou o Journal de Mathématiques Pures et Appliquées (que, por isso, é também conhecido por Journal de Liouville), onde fez publicar, em 1846, os trabalhos de Galois, de cuja importância foi o primeiro a aperceber-se.
Embora tenha trabalhado em todas as áreas da matemática pura e aplicada, é sobretudo conhecido por:
- o teorema de Liouville (que, ironicamente, é da autoria de Cauchy);
- ter sido o autor da primeira demonstração da existência de números transcendentes;
- ter sido a primeira pessoa a demonstrar que certas funções não têm primitivas elementares (exp(x2), por exemplo);
- ter divulgado os trabalhos de Galois.

Está sepultado no Cemitério do Montparnasse.